# Bisdom Cienfuegos
Het bisdom Cienfuegos (Latijn: Dioecesis Centumfocencis) is een rooms-katholiek bisdom met als zetel Cienfuegos, in Cuba. Het bisdom is suffragaan aan het aartsbisdom Camagüey. 

## Geschiedenis
Het bisdom werd opgericht op 20 februari 1903, als het bisdom Cienfuegos, uit delen van het bisdom San Cristobal de la Habana, en was suffragaan aan het aartsbisdom Santiago de Cuba. Op 30 juni 1971 veranderde het van naam naar bisdom Cienfuegos-Santa Clara. Op 1 april 1995 verloor het gebied bij de afsplitsing van het bisdom Santa Clara, en veranderde het terug van naam naar bisdom Cienfuegos. Op 5 december 1998 veranderde het van kerkprovincie en werd suffragaan aan het nieuw verheven aartsbisdom Camagüey. 

## Parochies
Het bisdom had in 2021 een oppervlakte van 5.360 km2 en telde 494.700 inwoners waarvan 59,8% rooms-katholiek was.

## Bisschoppen
- Antonio Aurelio Torres y Sanz (15 april 1904 - 19 januari 1916)
- Valentín de la Asunción Zubizarreta y Unamunsaga (24 februari 1922 - 30 maart 1925; apostolisch administrator: 3 januari 1916, 30 maart 1925 - 2 januari 1936)
- Eduardo Pedro Martínez y Dalmau (16 november 1935 - 16 maart 1961)
- Alfredo Antonio Francisco Müller y San Martín (5 april 1961 - 24 juli 1971)
  - Francisco Ricardo Oves Fernández (hulpbisschop: 25 april 1969 - 26 januari 1970)
- Fernando Ramon Prego Casal (24 juli 1971 - 1 april 1995; hulpbisschop sinds 13 november 1970)
- Emilio Aranguren Echeverria (1 april 1995 - 14 november 2005; hulpbisschop sinds 30 april 1991)
- Domingo Oropesa Lorente (9 juli 2007 - heden)